# تثبيت الكلية
تثبيت الكلية أو تثبيت الكلوة (بالإنجليزية: Nephropexy)‏ هو تثبيت جراحي للكلية المُتحركة أو العائمة (تدلي الكلية). نُفذت هذه العملية للمرة الأولى في 10 أبريل 1881 على يد يوجين هان.